# Kirion II (patriarcha Gruzji)

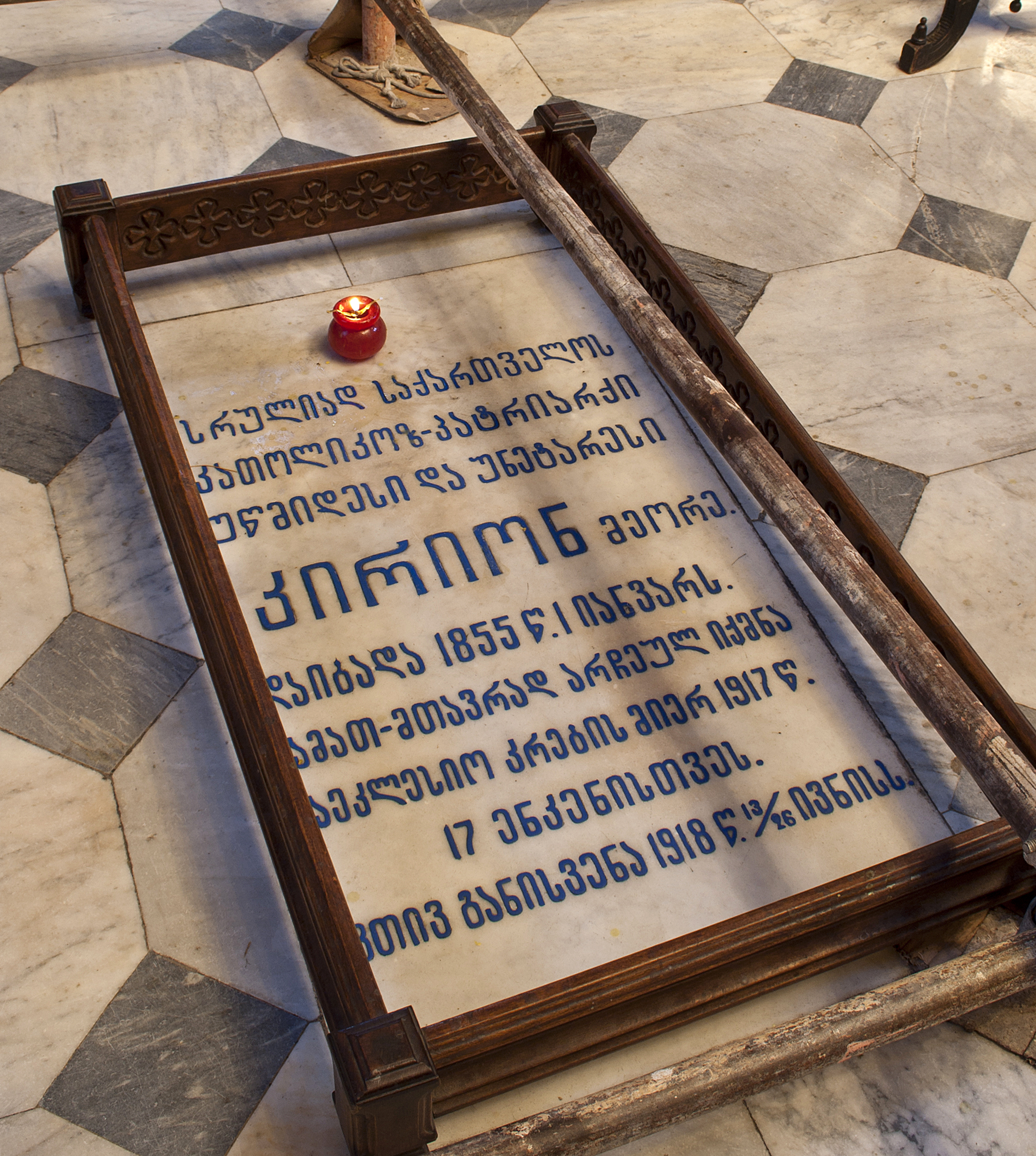
Nagrobek patriarchy Kiriona

Kirion II, imię świeckie Giorgi Sadzagliszwili lub Sadzagelaszwili (ur. 29 października?/10 listopada 1855 w Nikozi, zm. 27 czerwca 1918) – Katolikos-Patriarcha całej Gruzji od października 1917 do czerwca 1918, pierwszy zwierzchnik Gruzińskiego Kościoła Prawosławnego po jego odrodzeniu po rewolucji lutowej w Rosji. Czczony w Kościele gruzińskim jako święty męczennik.

## Życiorys

### Wczesna działalność w Rosji
Był synem kapłana prawosławnego. W 1876 ukończył seminarium duchowne w Tyflisie, zaś w 1880 – Kijowską Akademię Duchowną. Po uzyskaniu dyplomu został zatrudniony w seminarium duchownym w Odessie. Od 1885 był pomocnikiem inspektora seminarium duchownego w Gori, zaś w 1890 został wykładowcą szkoły duchownej oraz eparchialnej szkoły żeńskiej w Kutaisi. Po roku przeniesiony do szkoły duchownej w Tyflisie. 
2 listopada 1896, po tragicznej śmierci żony i dzieci, złożył wieczyste śluby mnisze przed metropolitą moskiewskim Włodzimierzem, przyjmując imię zakonne Kirion, zaś 6 listopada tego samego roku został wyświęcony na hieromnicha. Otrzymał następnie godność igumena i został wyznaczony na przełożonego monasteru Kwatachewi. 31 grudnia tego samego roku został dziekanem monasterów w eparchii gruzińskiej. 10 maja 1898 otrzymał godność archimandryty.

### Biskup Egzarchatu Gruzińskiego
23 sierpnia 1898 miała miejsce jego chirotonia na biskupa pomocniczego eparchii gruzińskiej z tytułem biskupa alawerdzkiego. W ceremonii jako konsekratorzy wzięli udział egzarcha Gruzji Flawian, biskupi gurijsko-megrelski Aleksander, imeretyński Wissarion oraz gorijski Leonid. Od 1900 do 1902 był biskupem Gori, wikariuszem eparchii gruzińskiej. Jako biskup pomocniczy Egzarchatu Gruzińskiego organizował w Tyflisie muzeum archeologii cerkiewnej, przyczyniając się do jego znacznego rozwoju. Prowadził również badania historyczne nad dziejami Gruzińskiego Kościoła Prawosławnego. Większość jego prac była zredagowana w języku rosyjskim.
Od 1902 do 1903 pełnił funkcję biskupa pomocniczego eparchii podolskiej z tytułem biskupa bałckiego. Następnie do 1903 do 1904 był biskupem nowomyrhorodzkim, wikariuszem eparchii chersońskiej. Od 1904 do 1906 był ordynariuszem eparchii orłowskiej i siewskiej.
Należał do delegacji duchowieństwa gruzińskiego, która w 1905 prowadziła rozmowy ze Świętym Synodem Rosyjskiego Kościoła Prawosławnego w sprawie restytucji autokefalii Gruzińskiego Kościoła Prawosławnego. W opublikowanym następnie przemówieniu, jakie wygłosił przed komisją Synodu, argumentował, iż kanony soborów powszechnych zezwalają na tworzenie Kościołów narodowych, co pozwala na wyodrębnienie się Kościoła Gruzińskiego. Argumenty te zostały odrzucone przez hierarchię rosyjską i negocjacje zakończyły się odmową nadania autokefalii.
W 1906 na własną prośbę przeniesiony na katedrę suchumską. W 1907 z tytułem biskupa kowieńskiego został wikariuszem eparchii wileńskiej i litewskiej. W 1908 został przeniesiony w stan spoczynku. Zamieszkiwał kolejno w Monasterze Kuriaskim, Monasterze Sanaksarskim oraz monasterze św. Włodzimierza k. Sewastopola. Według D. Langa w okresie tym był faktycznie więziony w celi klasztornej.
W 1915 został biskupem połockim i witebskim, jednak po dwóch latach na własną prośbę ponownie przeszedł w stan spoczynku.

### Działalność w Gruzji
Po rewolucji lutowej, w lecie 1917, udał się do Gruzji. Po reaktywacji Patriarchatu Gruzińskiego, jako duchowny zaangażowany w przywrócenie autokefalii Cerkwi gruzińskiej, został wybrany na jego pierwszego Katolikosa-Patriarchę po okresie zarządzania strukturami Cerkwi w Gruzji przez egzarchów delegowanych z Rosyjskiego Kościoła Prawosławnego. 1 października 1917 miała miejsce jego uroczysta intronizacja. Jako Katolikos założył w Gruzji dwa kolegia teologiczne.
26 czerwca 1918 został zamordowany w swojej rezydencji w monasterze w Martkopi. Pochowany w katedrze Sioni.